# Marc Tardif
Marc Tardif, född 12 juni 1949 i Granby i Québec, är en kanadensisk före detta professionell ishockeyspelare.

## Karriär
Marc Tardif valdes av Montreal Canadiens som andre spelare totalt i 1969 års NHL-draft och debuterade för klubben i NHL säsongen 1969–70 med fem gjorda poäng på 18 matcher. Tardif spelade fyra säsonger för Canadiens och var med om att vinna två Stanley Cup med laget säsongerna 1970–71 och 1972–73.
Säsongen 1973–74 bytte Tardif lag och liga då han anslöt till Los Angeles Sharks i World Hockey Association. Första säsongen i WHA gjorde han 40 mål och 30 assist för totalt 70 poäng på 75 matcher. Följande säsong spelade Tardif för WHA-lagen Michigan Stags och Baltimore Blades innan han återvände till hemprovinsen Quebec för att spela resten av säsongen för Quebec Nordiques. De tre efterföljande säsongerna etablerade sig Tardif som en storstjärna i WHA och vann två poängligatitlar och två Gordie Howe Trophy som ligans mest värdefulle spelare säsongerna 1975–76 och 1977–78. Säsongen 1976–77 vann han dessutom Avco Cup med Quebec Nordiques som mästare i WHA-slutspelet.
Då WHA avvecklades efter säsongen 1978–79 togs Quebec Nordiques upp av NHL och Tardif spelade ytterligare fyra säsonger för klubben innan han avslutade proffskarriären 1983.

## Statistik
| 1967–68    | Montreal Jr. Canadiens          | OHA        | 54  | 32  | 34  | 66  | 62  | —  | —  | —  | —  | —  |
| 1968–69    | Montreal Jr. Canadiens          | OHA        | 51  | 31  | 41  | 72  | 121 | —  | —  | —  | —  | —  |
| 1969–70    | Montreal Voyageurs              | AHL        | 45  | 27  | 31  | 58  | 70  | 8  | 3  | 6  | 9  | 29 |
| 1969–70    | Montreal Canadiens              | NHL        | 18  | 3   | 2   | 5   | 27  | —  | —  | —  | —  | —  |
| 1970–71    | Montreal Canadiens              | NHL        | 76  | 19  | 30  | 49  | 133 | 20 | 3  | 1  | 4  | 20 |
| 1971–72    | Montreal Canadiens              | NHL        | 75  | 31  | 22  | 53  | 81  | 6  | 2  | 3  | 5  | 9  |
| 1972–73    | Montreal Canadiens              | NHL        | 76  | 25  | 25  | 50  | 48  | 14 | 6  | 6  | 12 | 6  |
| 1973–74    | Los Angeles Sharks              | WHA        | 75  | 30  | 40  | 70  | 47  | —  | —  | —  | —  | —  |
| 1974–75    | Michigan Stags/Baltimore Blades | WHA        | 23  | 12  | 5   | 17  | 9   | —  | —  | —  | —  | —  |
|            | Quebec Nordiques                | WHA        | 53  | 38  | 34  | 72  | 70  | 15 | 10 | 11 | 21 | 10 |
| 1975–76    | Quebec Nordiques                | WHA        | 81  | 71  | 77  | 148 | 79  | 2  | 1  | 0  | 1  | 2  |
| 1976–77    | Quebec Nordiques                | WHA        | 62  | 49  | 60  | 109 | 65  | 12 | 4  | 10 | 14 | 8  |
| 1977–78    | Quebec Nordiques                | WHA        | 78  | 65  | 89  | 154 | 50  | 11 | 6  | 9  | 15 | 11 |
| 1978–79    | Quebec Nordiques                | WHA        | 74  | 41  | 55  | 96  | 98  | 4  | 6  | 2  | 8  | 4  |
| 1979–80    | Quebec Nordiques                | NHL        | 58  | 33  | 35  | 68  | 30  | —  | —  | —  | —  | —  |
| 1980–81    | Quebec Nordiques                | NHL        | 63  | 23  | 31  | 54  | 35  | 5  | 1  | 3  | 4  | 2  |
| 1981–82    | Quebec Nordiques                | NHL        | 75  | 39  | 31  | 70  | 55  | 13 | 1  | 2  | 3  | 6  |
| 1982–83    | Quebec Nordiques                | NHL        | 76  | 21  | 31  | 52  | 34  | 4  | 0  | 0  | 0  | 2  |
| NHL totalt | NHL totalt                      | NHL totalt | 517 | 194 | 207 | 401 | 443 | 62 | 13 | 15 | 28 | 75 |
| WHA totalt | WHA totalt                      | WHA totalt | 446 | 316 | 350 | 666 | 418 | 44 | 27 | 32 | 59 | 35 |

## Meriter
- Stanley Cup – 1970–71 och 1972–73 med Montreal Canadiens.
- Avco Cup — 1976–77 med Quebec Nordiques.
- Flest antal gjorda mål i WHA:s historia med 316 mål, 14 fler än tvåan Bobby Hull.[2]
- Bill Hunter Trophy – 1975–76 och 1977–78.
- Gordie Howe Trophy – 1975–76 och 1977–78.
- WHA First All-Star Team – 1975–76, 1976–77 och 1977–78.
- WHA Second All-Star Team in 1974–75.